# Kiyokazu Washida
Kiyokazu Washida (鷲田清一, Washida Kiyokazu) é um filósofo japonês, especialista em filosofia clínica e ética. Ele nasceu em Quioto, Japão, e é atualmente professor na Universidade de Otani. Ele foi o 16.º presidente da Universidade de Osaka e serviu no comitê de seleção do prêmio Jiro Osaragi e do prêmio Suntory para as Ciências Sociais e Humanas.

## Prêmios
- Prêmio Suntory de Ciências Sociais e Humanas, História e Civilização (1989)[1]
- Prémio Takeo Kuwabarata (2000)[2]
- Medalha com fita roxa do governo japonês (2004)

## Publicações
- Bunsansuru risei: Genshogaku não Shisen (em japonês) (Dai 1-han ed.). Keiso Shobo. 1989. ISBN  978-4-326-15215-5 . .
- Modo não meikyu (em japonês) (Shohan ed.). Chuo Koronsha. 1989. ISBN  978-4-12-001792-6 . .
- Kimochi não hanashi ii (em japonês). Shichōsha. 2001. ISBN  978-4-7837-1598-6 .